# Глад у Русији 1921–1922.
Глад у Русији 1921–1922, позната и као глад у Поволжију, била је тешка глад у Руској Совјетској Федеративној Социјалистичкој Републици која је почела рано у пролеће 1921. и трајала је до 1922. године. Глад је била резултат комбинованих ефеката економских поремећаја из Руске револуције, Руског грађанског рата и владине политике ратног комунизма. Стање су погоршали железнички системи који нису били адекватни за ефикасно дистрибуирање хране.
Процењује се да је глад усмртила око пет милиона људи и првенствено је погодила регионе Волге и Урала. Неки од гладних прибегли су канибализму.

## Порекло
Пре него што је почела глад, Русија је претрпела три и по године Првог светског рата и Руског грађанског рата 1918–1920, при чему су се многи сукоби водили унутар Русије. Процењује се да је током грађанског рата у Русији било 7–12 милиона жртава, углавном цивила.
Пре глади, све стране у руским грађанским ратовима 1918–1921 (бољшевици, белци, анархисти и отцепљене националности) су се снабдевале тако што су одузимале храну онима који су је узгајали, давали је својим војскама и присталицама, и одричући то својим непријатељима. Бољшевичка влада је реквирирала залихе од сељаштва за мало или ништа у замену, што је навело сељаке да драстично смање производњу усева.
Помоћ изван Совјетске Русије је у почетку била одбијена. Америчка администрација за помоћ (АРА), коју је Херберт Хувер формирао да помогне жртвама глади у Првом светском рату, понудила је помоћ Лењину 1919. г. ако има пуну реч о руској железничкој мрежи и дели храну свима непристрасно. Лењин је то одбио као мешање у руске унутрашње ствари.
Лењин је на крају променио став, суочен са текућом глађу, Кронштатском побуном, великим сељачким устанцима као што је Тамбовска побуна и неуспехом немачког генералног штрајка да преокрене његову политику у земљи и иностранству. Нову економску политику донео је 15. марта 1921. године.
Глад је такође помогла да се отвори за Запад. Лењин је сада дозволио хуманитарним организацијама да донесу помоћ. Ратна помоћ више није била потребна у западној Европи, а АРА је имала организацију основану у Пољској која је ублажила пољску глад, која је почела у зиму 1919–1920.

## Обим и трајање
Почетком 1920-их дошло је до низа глади. Прва глад у Совјетском Савезу десила се 1921–1923 и изазвала је широку међународну пажњу. Најпогођеније подручје су југоисточне области европске Русије, укључујући област Волге. Процењује се да је можда погођено 16 милиона људи, а умрло је до 5 милиона.

## Напор за олакшање
У лето 1921, током једне од највећих глади у историји, Владимир Лењин, шеф нове совјетске владе, заједно са Максимом Горким, апеловао је у отвореном писму „свом поштеном народу Европе и Америке“ да „дају хлеба и лекова". У отвореном писму свим нацијама, од 13. јула 1921, Горки је описао неуспех рода који је његову земљу довео на ивицу глади. Херберт Хувер, који ће касније постати председник САД, одмах је одговорио, а преговори са Русијом су вођени у престоници Летоније, Риги. Европску акцију водио је познати истраживач Арктика Фридтјоф Нансен преко Међународног комитета за помоћ Русији (ИЦРР).

## Број погинулих
Као и код других великих глади, процене броја жртава варирају. Званична совјетска публикација из раних 1920-их закључила је да се око пет милиона смрти догодило 1921. услед глади и повезаних болести, што је број који се обично наводи у уџбеницима. Конзервативније бројке нису бројале више од милион, а друга процена, заснована на медицинском одељењу АРА, говорила је о два милиона. аС друге стране скале, неки извори су говорили о десет милиона мртвих  Према Бертрану М. Патеноду, „овакав број тешко да изгледа преувеличано након многих десетина милиона жртава рата, глади и терора у двадесетом веку“.

## Политичка употреба
Глад је наступила на крају шест и по година немира и насиља (Први светски рат, две руске револуције 1917. и руски грађански рат). Многе различите политичке и војне фракције биле су укључене у те догађаје, а већину њих су њихови непријатељи оптужили да су допринели или чак сносе искључиву одговорност за глад.
Бољшевици су 1922. године започели кампању заплене црквене имовине. Те године је заплењено преко 4,5 милиона златних рубаља имовине. Од тога, милион златних рубаља потрошено је за ублажавање глади. У тајном писму Политбироу од 19. марта 1922. Лењин је изразио намеру да заплени неколико стотина милиона златних рубаља за помоћ због глади.
У Лењиновом тајном писму Политбироу, он објашњава да глад пружа прилику против цркве. Ричард Пајпс је тврдио да је глад политички искоришћена као изговор за бољшевичко вођство да прогони православну цркву, која је имала значајан утицај на већи део сељаштва.
Руски антибољшевички бели емигранти у Лондону, Паризу и другде такође су користили глад као медијску прилику да истакну неправде совјетског режима у настојању да спрече трговину и званично признање бољшевичке владе.